# Finale Copa del Rey 1986
De finale van de Copa del Rey van het seizoen 1985/86 werd gehouden op zaterdag 26 april 1986 in het Estadio Vicente Calderón in Madrid. Real Zaragoza versloeg FC Barcelona met 1-0. De Uruguayaanse spits Rubén Sosa scoorde het enige doelpunt van de finale. Het was de derde keer dat Zaragoza de beker wist te veroveren. De vorige keer was precies twintig jaar geleden.

## Finale

### Wedstrijd
|                          |                |       |              |                                                                                                  |
| 26 april 1986 20:30 CEST | Real Zaragoza  | 1 – 0 | FC Barcelona | Estadio Vicente Calderón, Madrid Toeschouwers: 45.000 Scheidsrechter: Victoriano Sánchez Arminio |
| 26 april 1986 20:30 CEST | Rubén Sosa 34' |       |              | Estadio Vicente Calderón, Madrid Toeschouwers: 45.000 Scheidsrechter: Victoriano Sánchez Arminio |

| Real Zaragoza | Barcelona |

| Real Zaragoza: |    |                      |     |
|                |    |                      |     |
| GK             | 1  | Andoni Cedrún        |     |
| RB             | 2  | Casuco               |     |
| CB             | 4  | Narciso Julià        |     |
| LB             | 3  | Rafael García Cortés |     |
| RM             | 6  | Francisco Güerri     | 57' |
| CM             | 11 | Juan Carlos          |     |
| CM             | 8  | Juan Señor           |     |
| LM             | 5  | Pedro Herrera        |     |
| RW             | 3  | Miguel Pardeza       | 90' |
| CF             | 10 | Rubén Sosa           | 85' |
| LW             | 9  | Francisco Pineda     |     |
| Wisselspelers: |    |                      |     |
| DF             |    | José Antonio Casajús | 85' |
| FW             |    | José Ramón Corchado  | 90' |
| Coach:         |    |                      |     |
| Luis Costa     |    |                      |     |

| FC Barcelona:  |    |                         |     |
|                |    |                         |     |
| GK             | 1  | Urruti                  |     |
| RB             | 2  | José Vicente Sánchez    | 75' |
| CB             | 3  | Migueli                 |     |
| CB             | 6  | José Ramón Alexanko     |     |
| LB             | 4  | Julio Alberto           |     |
| RM             | 11 | Ramón Calderé           |     |
| CM             | 5  | Víctor Muñoz            |     |
| CM             | 8  | Bernd Schuster          |     |
| LM             | 10 | Esteban Vigo            | 70' |
| CF             | 7  | Francisco José Carrasco | 70' |
| CF             | 9  | Pichi Alonso            |     |
| Wisselspelers: |    |                         |     |
| MF             |    | Marcos                  | 70' |
| FW             |    | Paco Clos               | 70' |
| Coach:         |    |                         |     |
| Terry Venables |    |                         |     |